# Empis setosa
Empis setosa är en tvåvingeart som beskrevs av Loew 1867. Empis setosa ingår i släktet Empis, och familjen dansflugor. Inga underarter finns listade i Catalogue of Life.